# Nisís Boúrtzi (ö i Grekland)
Nisís Boúrtzi är en ö i Grekland.   Den ligger i prefekturen Nomós Attikís och regionen Attika, i den sydöstra delen av landet, 60 km söder om huvudstaden Aten.